# Leandro Riedi
Leandro Riedi (Frauenfeld, 27 de janeiro de 2002) é um tenista suíço.
Riedi possui ranking mais alto em simples na ATP o de número 126, alcançado em 20 de março de 2023.
Ele alcançou duas finais de Grand Slam Juvenis, uma de simples, perdendo para o conterrâneo Dominic Stricker em Roland Garros 2020, e uma de duplas, vencendo, ao lado de Nicholas David Ionel o Australian Open 2020, derrotando na final a dupla formada por Mikołaj Lorens e Kārlis Ozoliņš.

## Finais ATP Challenger e ITF World Tennis Tour

### Simples: 8 (5–3)
| Legenda                     |
| --------------------------- |
| ATP Challenger (2–2)        |
| ITF World Tennis Tour (3–1) |

| Finais por superfície |
| --------------------- |
| Duro (4–2)            |
| Saibro (0–0)          |
| Grama (0–0)           |
| Carpete (1–0)         |

| Resultado | V–D | Data     | Torneio             | Tipo              | Superfície  | Oponente               | Placar              |
| --------- | --- | -------- | ------------------- | ----------------- | ----------- | ---------------------- | ------------------- |
| Vitória   | 1–0 | Out 2021 | M15 Sëlva, Itália   | World Tennis Tour | Duro (i)    | Samuel Vincent Ruggeri | 7–6(7–1), 3–6, 6–3  |
| Vitória   | 2–0 | Mar 2022 | M25 Trimbach, Suíça | World Tennis Tour | Carpete (i) | Alastair Gray          | 6–2, 6–2            |
| Derrota   | 2–1 | Mar 2022 | Lugano, Suíça       | Challenger        | Duro (i)    | Luca Nardi             | 6–4, 2–6, 3–6       |
| Vitória   | 3–1 | Mai 2022 | M25 Nottingham, RU  | World Tennis Tour | Duro        | Stuart Parker          | 6–1, 6–7(9–11), 6–1 |
| Derrota   | 3–2 | Ago 2022 | M25 Aldershot, RU   | World Tennis Tour | Duro        | Filip Peliwo           | 4–6, 6–7(5–7)       |
| Vitória   | 4–2 | Nov 2022 | Helsinki, Finlândia | Challenger        | Duro (i)    | Tomáš Macháč           | 6–3, 6–1            |
| Vitória   | 5–2 | Nov 2022 | Andria, Itália      | Challenger        | Duro (i)    | Mikhail Kukushkin      | 7–6(7–4), 6–3       |
| Derrota   | 5–3 | Jan 2023 | Canberra, Austrália | Challenger        | Duro        | Márton Fucsovics       | 5–7, 4–6            |

### Duplas: 11 (6–5)
| Legenda                     |
| --------------------------- |
| ATP Challenger (1–1)        |
| ITF World Tennis Tour (5–4) |

| Finais por superfície |
| --------------------- |
| Duro (3–3)            |
| Saibro (3–2)          |
| Grama (0–0)           |
| Carpete (0–0)         |

| Resultado | V–D | Data     | Torneio                     | Tipo              | Superfície | Parceiro          | Oponentes                                  | Placar                     |
| --------- | --- | -------- | --------------------------- | ----------------- | ---------- | ----------------- | ------------------------------------------ | -------------------------- |
| Derrota   | 0–1 | Dez 2020 | M15 Torelló, Espanha        | World Tennis Tour | Duro       | Arthur Cazaux     | Oriol Roca Batalla Gerard Granollers-Pujol | 6–7(7–9), 6–3, [9–11]      |
| Vitória   | 1–1 | Mai 2021 | M15 Madrid, Espanha         | World Tennis Tour | Saibro     | Dominic Stricker  | Johan Nikles Alberto Barroso Campos        | 2–6, 6–2, [12–10]          |
| Vitória   | 2–1 | Jun 2021 | M25 Grasse, França          | World Tennis Tour | Saibro     | Dan Added         | Franco Agamenone Piotr Matuszewski         | 6–1, 6–4                   |
| Derrota   | 2–2 | Jun 2021 | M25 Klosters, Suíça         | World Tennis Tour | Saibro     | Dominic Stricker  | Fabian Fallert Nicolas Moreno de Alboran   | 6–4, 6–7(1–7), [6–10]      |
| Derrota   | 2–3 | Jul 2021 | M25 Bourg-en-Bresse, França | World Tennis Tour | Saibro     | Damien Wenger     | Markus Eriksson Jakub Paul                 | 6–7(6–8), 7–6(7–3), [4–10] |
| Vitória   | 3–3 | Ago 2021 | M25 Caslano, Suíça          | World Tennis Tour | Saibro     | Jakub Paul        | Jack Vance Jamie Vance                     | 6–0, 6–4                   |
| Vitória   | 4–3 | Out 2021 | M25 Hamburgo, Alemanha      | World Tennis Tour | Duro       | Yannik Steinegger | Viktor Durasovic Vladyslav Orlov           | 6–3, 6–2                   |
| Vitória   | 5–3 | Nov 2021 | M25 Columbus, EUA           | World Tennis Tour | Duro       | Adrien Burdet     | Robert Cash James Tracy                    | 7–6(7–5), 7–6(7–2)         |
| Derrota   | 5–4 | Fev 2022 | M15 Grenoble, França        | World Tennis Tour | Duro       | Louroi Martinez   | Arthur Bouquier Martin Breysach            | 2–6, 3–6                   |
| Derrota   | 5–5 | Mar 2022 | Lugano, Suíça               | Challenger        | Duro (i)   | Jérôme Kym        | Ruben Bemelmans Daniel Masur               | 4–6, 7–6(7–5), [7–10]      |
| Vitória   | 6–5 | Out 2022 | Tiburon, EUA                | Challenger        | Duro       | Valentin Vacherot | Ezekiel Clark Alfredo Perez                | 6–7(2–7), 6–3, [10–2]      |

## Finais de Grand Slam Juvenil

### Simples: 1 (1 vice)
| Resultado | Ano  | Torneio       | Superfície | Oponente         | Placar   |
| --------- | ---- | ------------- | ---------- | ---------------- | -------- |
| Derrota   | 2020 | Roland Garros | Saibro     | Dominic Stricker | 2–6, 4–6 |

### Duplas: 1 (1 título)
| Resultado | Ano  | Torneio         | Superfície | Parceiro             | Oponentes                     | Placar                 |
| --------- | ---- | --------------- | ---------- | -------------------- | ----------------------------- | ---------------------- |
| Vitória   | 2020 | Australian Open | Duro       | Nicholas David Ionel | Mikołaj Lorens Kārlis Ozoliņš | 6–7(8–10), 7–5, [10–4] |